# Conquête de Rhodes par les Hospitaliers
Pour les articles homonymes, voir Siège de Rhodes.
La conquête de Rhodes par les Hospitaliers se déroule entre 1306 et 1310. Elle voit l'invasion progressive de l'île par cet Ordre issu des Croisades, commandé par le grand maître Foulques de Villaret. Celui-ci débarque sur l'île en 1306. Alors occupée par l'Empire byzantin, elle cède rapidement face à cet envahisseur, à l'exception de la ville de Rhodes. L'empereur Andronic II Paléologue envoie des renforts pour tenter de conserver cette position stratégique, proche de l'Asie mineure alors menacée par les Turcs. Une première attaque hospitalière est repoussée et la ville résiste jusqu'au 15 août 1310. Une fois la conquête terminée, les Hospitaliers transfèrent sur l'île leur couvent, qui subsiste jusqu'à la prise de l'île par les Ottomans en 1522.

## Contexte
Fondé à Jérusalem en 1070, l'ordre des Hospitaliers devient l'un des plus importants ordres militaires. Il est présent non seulement dans les États latins d'Orient mais il détient aussi d'importantes propriétés en Europe occidentale. Après la chute de Saint-Jean-d'Acre en 1291, l'Ordre est contraint de se replier à Limassol, sur l'île de Chypre. Cette position est précaire car ils sont complètement dépendants des revenus des donations en provenance de l'Europe occidentale, tandis qu'ils sont impliqués dans des querelles avec le roi Henri II de Chypre. En outre, la fin des États croisés d'Orient pose la question de l'avenir des ordres monastiques et de leurs propriétés, dont la confiscation est envisagée. Selon Gérard de Monréal, dès son élection comme grand maître de l'Ordre en 1305, Foulques de Villaret planifie la conquête de Rhodes pour retrouver une liberté d'action impossible à avoir en restant sur Chypre. Enfin, cette position leur offrirait une nouvelle base pour leur guerre contre les Turcs,.
Rhodes est une île stratégiquement importante. Sa position, au sud-ouest du littoral anatolien, le long des routes commerciales vers Constantinople, le Levant et Alexandrie, la rend attractive économiquement. Si elle est toujours détenue par l'Empire byzantin, ce dernier est alors déclinant et n'est plus en mesure de protéger ses possessions insulaires, comme en témoigne la prise de Chios en 1304 par Benedetto Zaccaria. L'impuissance byzantine est telle que l'empereur finit par reconnaître cette prise de possession. Plus encore, le Dodécanèse est devenu la chasse gardée des Vénitiens et des Génois. Rhodes est souvent conférée comme fief à ses amiraux génois. Ainsi, le Génois Vignolo de' Vignoli revendique les îles de Kos et de Leros ainsi que les terres de Lardos sur l'île de Rhodes. Dès 1299, le pape propose à Frédéric III de Sicile de prendre l'île. Son demi-frère, Sancho, par ailleurs Hospitalier, conduit une expédition infructueuse en 1305 visant à s'emparer d'îles byzantines. La même année, le philosophe Raymond Lulle voit en Rhodes une base idéale pour mener des opérations navales visant à empêcher le commerce entre les Chrétiens et les Musulmans. Il fait de sa conquête un élément du projet de croisade de Charles de Valois. Enfin, les Vénitiens s'emparent à la même période de plusieurs îles environnantes, à l'image de Karpathos, ce qui menace l'influence génoise dans la région.
Les chroniques chypriotes indiquent que Foulques de Villaret s'allie à un Génois du nom de Boniface de Grimaldi (selon Gérard de Monréal) ou de Vignolo de' Vignoli selon deux chroniques italiennes. Ce sont probablement ces dernières qui sont dignes de foi, étant donné qu'un document daté du 27 mai 1306 confirme l'alliance avec Villaret et Vignolo. Celui-ci cède ses droits sur Kos et Leros aux Hospitaliers. En revanche, il peut conserver la propriété de Lardos et d'une autre propriété de son choix sur Rhodes. Dans les îles voisines qui pourraient être conquises, Vignolo reçoit la garantie de jouir de droits étendus en tant que vicarius seu justiciarius, même si les Hospitaliers y résidant seront sous la juridiction directe du grand maître. Vignolo et les chevaliers de l'Ordre pourront conjointement nommer les percepteurs pour les îles autres que Rhodes. En outre, ils diviseront les revenus perçus, sachant que les deux tiers doivent revenir à l'Ordre et le dernier tiers à Vignolo.

## Conquête de l'île

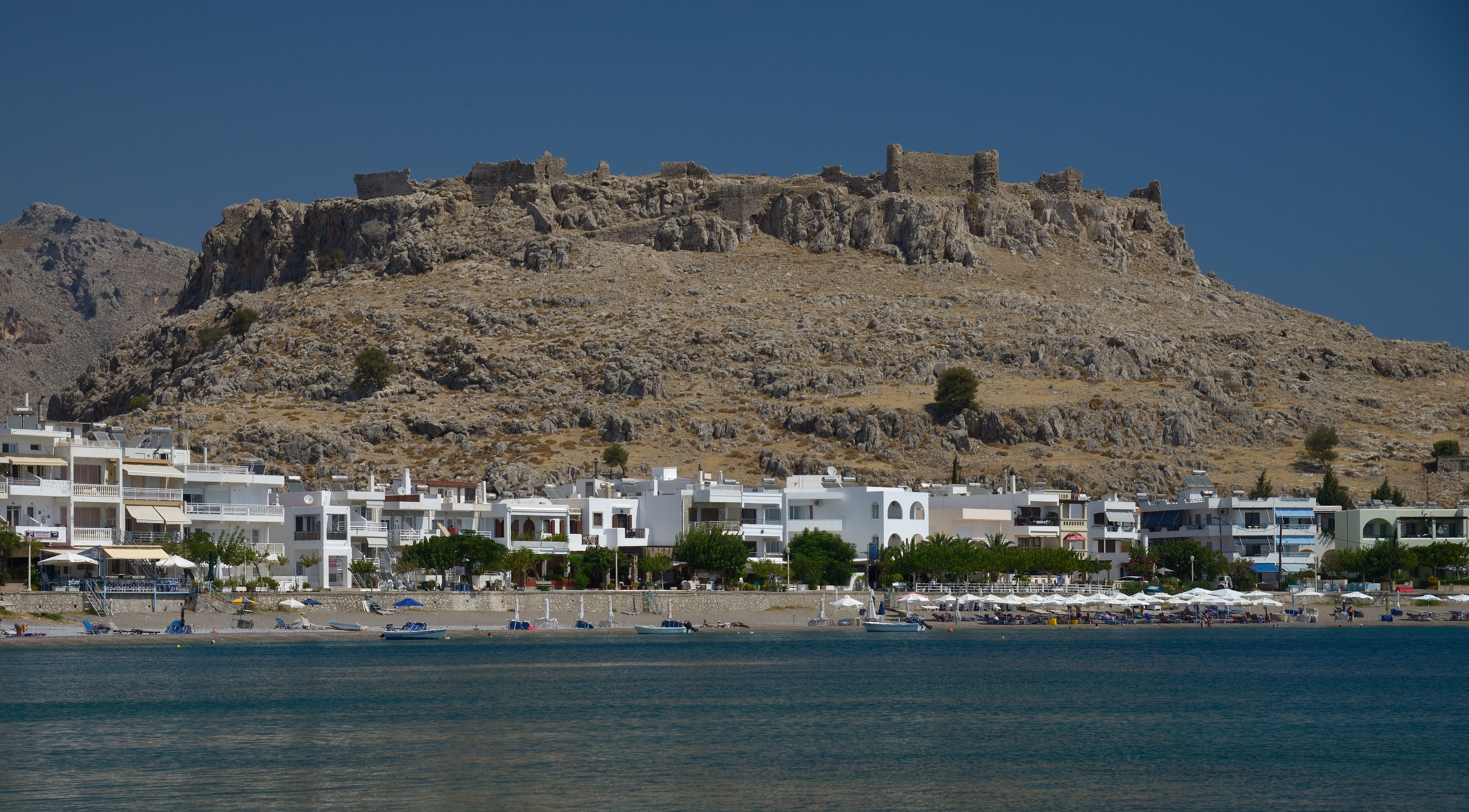
Le château de Feraklos de nos jours. 2016

Le 23 juin, Foulques de Villaret et Vignolo de' Vignoli partent de Limassol avec deux galères de guerre et quatre autres navires, transportant trente-cinq chevaliers, six cavaliers levantins et cinq cents soldats à pieds. À cette petite force s'ajoutent les navires génois. L'expédition se dirige d'abord vers Kastellórizo, d'où Vignolo progresse pour reconnaître Rhodes. Toutefois, les habitants sont prévenus par un Grec servant au sein de l'Ordre. Vignolo parvient de justesse à s'échapper et doit se replier. Dans le même temps, deux chevaliers accompagnés de cinquante hommes prennent le château de Kos avant d'en être chassés par des renforts byzantins. Finalement, la force latine fait voile directement vers Rhodes. Les chroniques d'Amadi et Bustron fournissent le récit le plus détaillé des événements qui suivent. Un premier assaut est lancé contre la cité de Rhodes par terre et par mer mais il est repoussé. Toutefois, le 20 septembre, les Hospitaliers prennent la forteresse de Feraklos, probablement désertée, sur la côte est de l'île. Cinq jours plus tard, un nouvel assaut infructueux est lancé contre la cité, qui résiste jusqu'en novembre. Le 11 novembre, ils prennent la citadelle de Filerimos (Ialyssos) grâce à la trahison d'un habitant. La garnison, qui comprend trois cents Turcs, est massacrée,.
Ce succès encourage les chevaliers de l'Ordre à reprendre le siège de la capitale insulaire, s'opposant toujours à la résistance des habitants, qui demandent des renforts à Andronic II. Dans une lettre du 30 avril 1307, conservée dans les archives royales aragonaises, des détails sont donnés : l'empereur envoie huit galères pour aider la ville et les Hospitaliers sont contraints de lever le siège après avoir tué quatre-vingt Grecs et perdu douze des leurs en plus de quarante chevaux. Au même moment, en mars ou en avril 1307, les Hospitaliers envoient des émissaires auprès de l'empereur, lui demandant de leur remettre la ville de Rhodes pour en faire leur nouvelle base dans le cadre de leurs actions contre les Turcs. Les Hospitaliers promettent de reconnaître la suzeraineté impériale et de mettre à disposition de l'Empire leurs trois cents meilleurs hommes si le besoin s'en fait ressentir. Toutefois, Andronic II rejette cette proposition et prépare l'envoi de nouveaux renforts à Rhodes,. Au cours du temps 1307, le pape Clément V invite Villaret à venir à la cour pontificale de Poitiers mais il est retardé jusqu'en août en raison du siège de Rhodes. Le fait qu'il s'absente de l'île semble démontrer que la quasi-totalité de celle-ci, hors la capitale, est entre les mains de l'Ordre. Le 5 septembre 1307, le pape prend un acte confirmant la prise de possession de l'île par l'Ordre,. Toutefois, un document des archives aragonaises daté d'octobre 1307 indique que si Lindos est tenue par les chevaliers de l'Ordre, la ville de Rhodes est défendue par vingt navires de l'empereur de Constantinople. En outre, une lettre de Jacques II d'Aragon confirme que la ville principale échappe toujours à l'Ordre en mars 1309.
Villaret reste en Occident durant deux ans. En septembre 1309, il cherche à revenir en Orient pour suivre la fin de la conquête de l'île. Il quitte Gênes pour Naples en novembre et arrive à Brindisi en janvier 1310. Sa flotte comprend vingt-six galères, dont les navires génois, transportant deux cents à trois cents chevaliers et 3 000 soldats à pieds. Toutefois, le mauvais temps retarde leur départ jusqu'au printemps,. La cité de Rhodes finit par tomber le 15 août 1310, tant selon les biographies de Clément V que les récits de Christophe de Chypre. Ce dernier rapporte que les Hospitaliers ont rassemblé trente-cinq galères pour l'assaut final. Néanmoins, selon trois chroniques chypriotes, la cité n'est pas prise par la force mais grâce à un coup de chance. Un navire génois envoyé par l'empereur pour ravitailler la garnison s'égare et se retrouve à Famagouste, sur l'île de Chypre. Le capitaine est capturé par Pierre le Jeune, un chevalier chypriote, qui le ramène à Chypre auprès du grand maître. Pour échapper à l'exécution, il doit convaincre la garnison de se rendre en échange de leur vie et de l'assurance de conserver leurs biens, ce qu'il parvient à faire.

## Conséquences
Après la conquête de l'île, les Hospitaliers transfèrent leur couvent à Rhodes. Ils essaient rapidement d'attirer des colons originaires d'Europe occidentale pour accroître la taille de la population locale, qui compte alors seulement 10 000 habitants, et bénéficier de ressources humaines sur le plan militaire. Dès la prise de l'île, l'Ordre lance des opérations militaires. S'appuyant sur l'interdiction papale de commercer avec le sultanat mamelouk, les chevaliers de l'Ordre s'emparent même de navires génois, alors même que la république italienne a participé à la prise de Rhodes. Elle décide un temps de s'allier avec la principauté turque de Menteşe mais les Hospitaliers remportent à la bataille d'Amorgos une importante victoire contre eux en 1312. Les tensions montent aussi avec les Vénitiens car les Hospitaliers s'emparent de Karpathos et d'autres îles tenues par Venise. Finalement, l'Ordre parvient à un accord avec les puissances maritimes italiennes et les îles conquises sont rendues à Venise en 1316. Le grand précepteur de l'Hospital Albert de Schwarzburg remporte plusieurs batailles navales contre les Turcs en 1318. En 1319, la bataille de Chios permet aux Hospitaliers de reprendre l'île de Leros où la population grecque venait de se rebeller et de rétablir la domination byzantine. L'année suivante, il vainc une flotte turque de dix-huit navires, empêchant par-là une tentative d'invasion de Rhodes. Ce succès assure aux Hospitaliers la domination sur l'île durant le siècle à venir.

## Sources
- Albert Failler, « L'occupation de Rhodes par les Hospitaliers », Revue des études byzantines, vol. 50,‎ 1992, p. 113-135 (lire en ligne)
- (en) Anthony Luttrell, « The Hospitaliers at Rhodes, 1306-1421 », dans A History of the Crusades, Volume III: The fourteenth and fifteenth centuries, University of Wisconsin Press, 1975 (ISBN 0-299-06670-3)